# Amitostigma
 Amitostigma  Schltr.  es un género de unas 28 especies de orquídeas enanas, exclusivas de Asia, son de hábitos terrestres y algunas saprófitas. Se distribuyen en la zona alpina este de Asia, India Himalayas, China, Japón e Islas Kuriles.
Solamente en China se concentran 22 especies del género.

## Distribución
Se distribuyen en la zona alpina este de Asia India Himalayas, China, Japón e Islas Kuriles. Orquídeas de clima templado frío.

## Descripción
Estas orquídeas enanas, exclusivas de Asia, son de hábitos terrestres y algunas saprófitas. El tubérculo (1-1,5 cm) de estas plantas es carnoso y sin lóbulos con varias raíces finas. Cada tubérculo desarrolla brotes nuevos.

Las hojas de color verde, pueden ser oblongas, lanceoladas, elípticas, u ovadas, incluso en la misma especie (Ver : Amitostigma lepidum). Las hojas aparecen en el momento de la expansión de la flor (= antesis).

Los tallos normalmente son erectos, salen de la roseta basal de hojas estando cubierto el tallo en 1/3 por una bráctea ( raramente 2 o 3 )color verde claro basal o caudal. La longitud del tallo varía entre 5 y 45 cm.

La inflorescencia es racemosa, escasamente subcapitada. La bráctea floral es frecuentemente lanceolada. El ovario cilíndrico a fusiforme es resupinado (= girada la parte superior hacia abajo ) Presenta una densa floración (raramente 1 o 2) de flores pequeñas. Estas son resupinadas y normalmente giradas a un lado.
Los tres sépalos son iguales en tamaño estando separados completamente unos de otros con apariencia oblonga u ovoide, y normalmente con una vena. Los pétalos son erectos, lisos, ligeramente más anchos que los sépalos. El labelo con tres o cuatro lóbulos es normalmente más largo y ancho que los sépalos y los pétalos, con espuelas en la base. El lóbulo intermedio es oblongo, cuadrado, u ovado. Los márgenes del Labelo son ligeramente ondulados. 
Tienen una columna corta. Las anteras son erectas y adosadas a la columna a lo largo de su base o por atrás. Tienen dos lóculos paralelos con polinia farináceos y sectiles. El rostelo pequeño tiene forma de pico unido con el extremo de sus sacos al viscidio. Los dos prominentes estigmas tienen una ligera forma de porra. La cápsula es suberecta. 
El color varía dentro de la misma especie :  Amitostigma lepidum puede mostrar un labelo púrpura con márgenes blancos, o un labelo blanco con puntos púrpura, o un labelo totalmente blanco.

Después de la floración las hojas presentan un color amarillo y se marchitan. Entonces empieza la latencia veraniega de la planta durante varios meses. Este ciclo se adapta bien a los climas con veranos secos y cálidos.

## Taxonomía
El género fue descrito por Rudolf Schlechter y publicado en Repertorium Specierum Novarum Regni Vegetabilis, Beihefte 4: 91–92. 1919.

## Especies deAmitostigma
1. Amitostigma alpestre Fukuy., Bot. Mag. (Tokyo) 49: 664 (1935)
2. Amitostigma amplexifolium Tang & F.T.Wang, Bull. Fan Mem. Inst. Biol. 7: 3 (1936)
3. Amitostigma basifoliatum (Finet) Schltr., Repert. Spec. Nov. Regni Veg. Beih. 4: 92 (1919)
4. Amitostigma bidupense (Aver.) Aver., Turczaninowia 13(2): 19 (2010)
5. Amitostigma bifoliatum Tang & F.T.Wang, Bull. Fan Mem. Inst. Biol. 7: 127 (1936)
6. Amitostigma capitatum Tang & F.T.Wang, Bull. Fan Mem. Inst. Biol. 7: 4 (1936)
7. Amitostigma dolichocentrum Tang, F.T.Wang & K.Y.Lang, Acta Phytotax. Sin. 20: 84 (1982)
8. Amitostigma faberi (Rolfe) Schltr., Repert. Spec. Nov. Regni Veg. Beih. 4: 93 (1919)
9. Amitostigma farreri Schltr., Repert. Spec. Nov. Regni Veg. 20: 378 (1924)
10. Amitostigma gonggashanicum K.Y.Lang, Acta Phytotax. Sin. 22: 312 (1984)
11. Amitostigma gracile (Blume) Schltr., Repert. Spec. Nov. Regni Veg. Beih. 4: 93 (1919)
12. Amitostigma keiskei (Finet) Schltr., Repert. Spec. Nov. Regni Veg. Beih. 4: 93 (1919)
13. Amitostigma keiskeoides (Gagnep.) Garay & Kittr., Bot. Mus. Leafl. 30: 181 (1985 publ. 1986)
14. Amitostigma kinoshitae (Makino) Schltr., Repert. Spec. Nov. Regni Veg. Beih. 4: 93 (1919)
15. Amitostigma lepidum (Rchb.f.) Schltr., Repert. Spec. Nov. Regni Veg. Beih. 4: 94 (1919)
16. Amitostigma monanthum (Finet) Schltr., Repert. Spec. Nov. Regni Veg. Beih. 4: 94 (1919)
17. Amitostigma papilionaceum Tang, F.T.Wang & K.Y.Lang, Acta Phytotax. Sin. 20: 83 (1982)
18. Amitostigma parciflorum (Finet) Schltr., Repert. Spec. Nov. Regni Veg. Beih. 4: 94 (1919)
19. Amitostigma physoceras Schltr., Acta Horti Gothob. 1: 133 (1924)
20. Amitostigma pinguicula (Rchb.f. & S.Moore) Schltr., Repert. Spec. Nov. Regni Veg. Beih. 4: 94 (1919)
21. Amitostigma simplex Tang & F.T.Wang, Bull. Fan Mem. Inst. Biol. 10: 25 (1940)
22. Amitostigma tetralobum (Finet) Schltr., Repert. Spec. Nov. Regni Veg. Beih. 4: 95 (1919)
23. Amitostigma thailandicum Seidenf. & Thaithong in G.Seidenfaden, Contr. Orchid Fl. Thailand 13: 8 (1997)
24. Amitostigma tibeticum Schltr., Repert. Spec. Nov. Regni Veg. 20: 379 (1924)
25. Amitostigma tominagae (Hayata) Schltr., Repert. Spec. Nov. Regni Veg. Beih. 4: 95 (1919)
26. Amitostigma trifurcatum Tang, F.T.Wang & K.Y.Lang, Acta Phytotax. Sin. 20: 80 (1982)
27. Amitostigma wenshanense W.H.Chen, Y.M.Shui & K.Y.Lang, Acta Bot. Yunnan. 25: 521 (2003)
28. Amitostigma yueanum Tang & F.T.Wang, Bull. Fan Mem. Inst. Biol. 10: 26 (1940)